# Ogcodes pallipes
Ogcodes pallipes – gatunek muchówki z podrzędu krótkoczułkich i rodziny opękowatych.
Gatunek ten opisany został w 1812 roku przez Pierre’a-André Latreille’a.
Muchówka o ciele długości od 4 do 8 mm. Skrzydła jej są przezroczyste, a przezmianki odznaczają się bardzo ciemnymi główkami. Łuski tułowiowe są częściowo brunatne. Odnóża są czarno-żółte. Tylna para odnóży ma cienkie, proste, bladożółte golenie tak długie jak biodra.
Owad w Europie znany z Hiszpanii, Francji, Wielkiej Brytanii, Norwegii, Szwecji, Finlandii, Niemiec, Szwajcarii, Austrii, Włoch, Polski, Czech, Słowacji, Węgier, Rumunii i Rosji. Ponadto występuje na Bliskim Wschodzie. Owady dorosłe są aktywne od czerwca do sierpnia.